# Paradactylella peruviana
Paradactylella peruviana är en svampart som beskrevs av Matsush. 1993. Paradactylella peruviana ingår i släktet Paradactylella, divisionen sporsäcksvampar och riket svampar.   Inga underarter finns listade i Catalogue of Life.